# Nowosielcy (Gniozdowskoje)
Nowosielcy (ros. Новосельцы) – wieś (ros. деревня, trb. dieriewnia) w zachodniej Rosji, w osiedlu wiejskim Gniozdowskoje rejonu smoleńskiego w obwodzie smoleńskim.

## Geografia
Miejscowość położona jest 1 km od przystanku kolejowego 406 km, 3 km od drogi federalnej R120 (Orzeł – Briańsk – Smoleńsk – Witebsk), 8 km od drogi magistralnej M1 «Białoruś», 5,5 km od centrum administracyjnego osiedla wiejskiego (Nowyje Batieki), 18 km na zachód od Smoleńska
W granicach miejscowości znajdują się ulice: 406 km, Nowaja, Oziornaja, Szamanowa.

## Demografia
W 2010 r. miejscowość liczyła sobie 48 mieszkańców.

## Urodzeni w dieriewni
- Iwan Gawriłowicz Szamanow (25.09.1908 – 18.03.1982) – kapitan straży, bohater Związku Radzieckiego[5]